# Phoxinus bigerri
 Phoxinus bigerri és una espècie de peix cipriniforme de la família dels ciprínids.

## Morfologia
Els mascles poden assolir els 6,6 cm de longitud total.

## Distribució geogràfica
Es troba al riu Adur (França) i al curs superior del riu Ebre.